# 阿蘇ピンク石

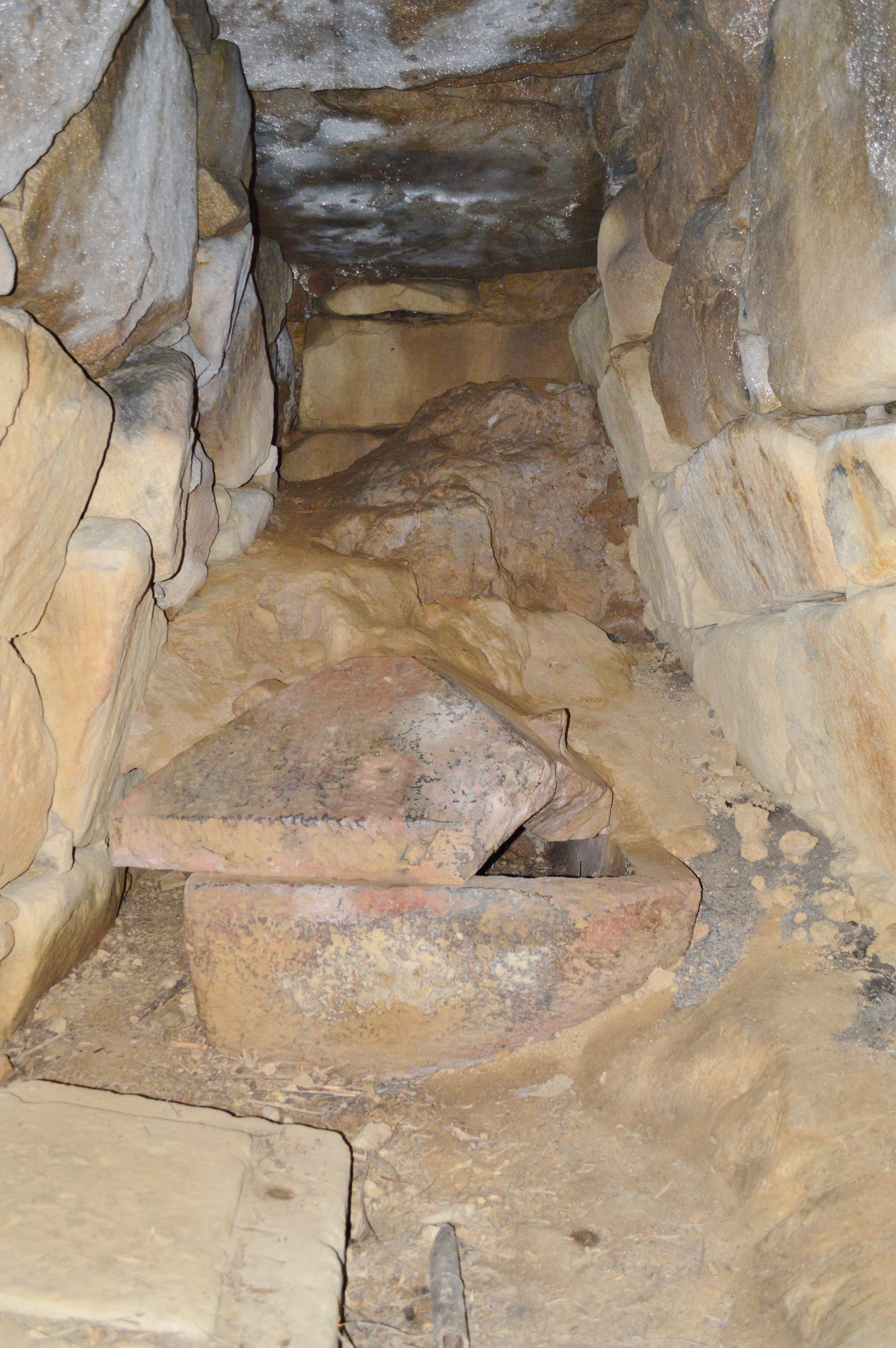
東乗鞍古墳の石室と阿蘇ピンク石石棺

阿蘇ピンク石（あそピンクいし）は、熊本県宇土市網津町の馬門地区で産出する阿蘇溶結凝灰岩である。
産地に因んで馬門石（まかどいし）とも言う。
桃色の美しい発色が特徴で加工性に優れ、古墳時代には石棺として利用された他、近世には石橋や水道管として利用された。

## 名称について
阿蘇溶結凝灰岩はその名の通り阿蘇山の火砕流によって形成された溶結凝灰岩で、中九州一帯から遠くは周防灘をこえて山口県宇部まで広く分布している。阿蘇溶結凝灰岩は阿蘇石とも呼ばれるが、これは古墳時代の石棺研究の分野において用いられる考古学用語である。現代の石工は岩石の性質から灰石（はいいし）、もしくは産地を冠した名称で呼び、宇土市網津町馬門地区で産出するものを馬門石と呼ぶ。阿蘇石は一般的に灰黒色が多いが、馬門石は時としてピンク、ベージュ、茶などに発色するものがある。そのうちのピンク色のものを特に阿蘇ピンク石と呼ぶが、これも考古学用語である。また阿蘇ピンク石のことを宇土市付近では一般に赤石（あかいし）、もしくは狭義の意味で馬門石と呼ぶ。
本記事では、発色に関わらず馬門産出の石を馬門石、そのうちピンク色に発色したものを阿蘇ピンク石として区別する。

## 成因と特徴
馬門石は約9万年前の阿蘇山噴火（Aso-4）の火砕流が冷え固まったもので、数10mにおよぶ厚さの火砕流堆積物のうち、地面から離れた上部が弱く溶結して出来たものと考えられる。柱状節理はあるが幅が大きく内部に亀裂が少ないことから、冷却に長時間を要したと考えられる。溶結凝灰岩は一般に黒褐色ないし灰色をしているが、馬門石にはピンク色やベージュ色が見られる。ピンク色は濡れるとやや赤みを増す。また岩石層の上部ではピンク色は淡くなり、空隙も多くなる。ピンク色の発色は鉄分の酸化によると考えられ、堆積時や溶結する過程で特殊な要素が重なったと考えられるが、その条件については特定されていない。
溶結凝灰岩はレンズ状の黒曜石が含まれることが多いが馬門石にはそれが少なく、軽石も小さく少ない。含有物として斜長石、斜方貴石、角閃石がある。石材としては軟石に分類され、加工性に優れ浮彫や線刻を施すのに適している。

## 用途と歴史
2007年時点で確認されている最古の馬門石の利用は、熊本県上天草市にある5世紀前半頃築造と思われる長砂連古墳の石障である。これ以降6世紀中頃まで宇土半島周辺で石障系横穴式古墳の壁体や羨道部で用いられる。5世紀中頃に馬門石製舟形石棺が見られるようになり、5世紀終わり頃には中国地方を経て近畿地方に広がり6世紀前半まで近畿有力者の石棺で用いられる。このようにほぼ同時期に宇土周辺と中国・近畿地方で馬門石が使用されているが、阿蘇ピンク石は九州では見られず、中国・近畿地方の石棺に限定して用いられている。この事から古墳時代ではヤマト王権が阿蘇ピンク石を独占して使用していたと考えられる。
四天王寺にある熊野権現礼拝石は阿蘇ピンク石である。礼拝石は発掘状況から平安時代末期以降に設置されたと考えられるが、石材は再利用の可能性もありその経緯は不明である。
馬門石は中世に五輪塔や宝篋印塔などの石塔として用いられ、近世以降には大量消費が始まり、轟泉水道の石管、井戸枠、鳥居、水盤、石橋などに利用される。また江戸後期には肥後細川藩の石場見締役や赤石場見締役などの役人が配置された記録があり、いわゆる御用石であったと考えられる。特に細川興文は蕉夢庵の燈籠や台所流しなどに使用する馬門石について、色まで指示していた記録が残っている。
1950年代からはコンクリートの普及でほとんど使用されなくなっているが、近世の水道管や石橋などには現役で使用されているものもある。

## 馬門石石切場跡

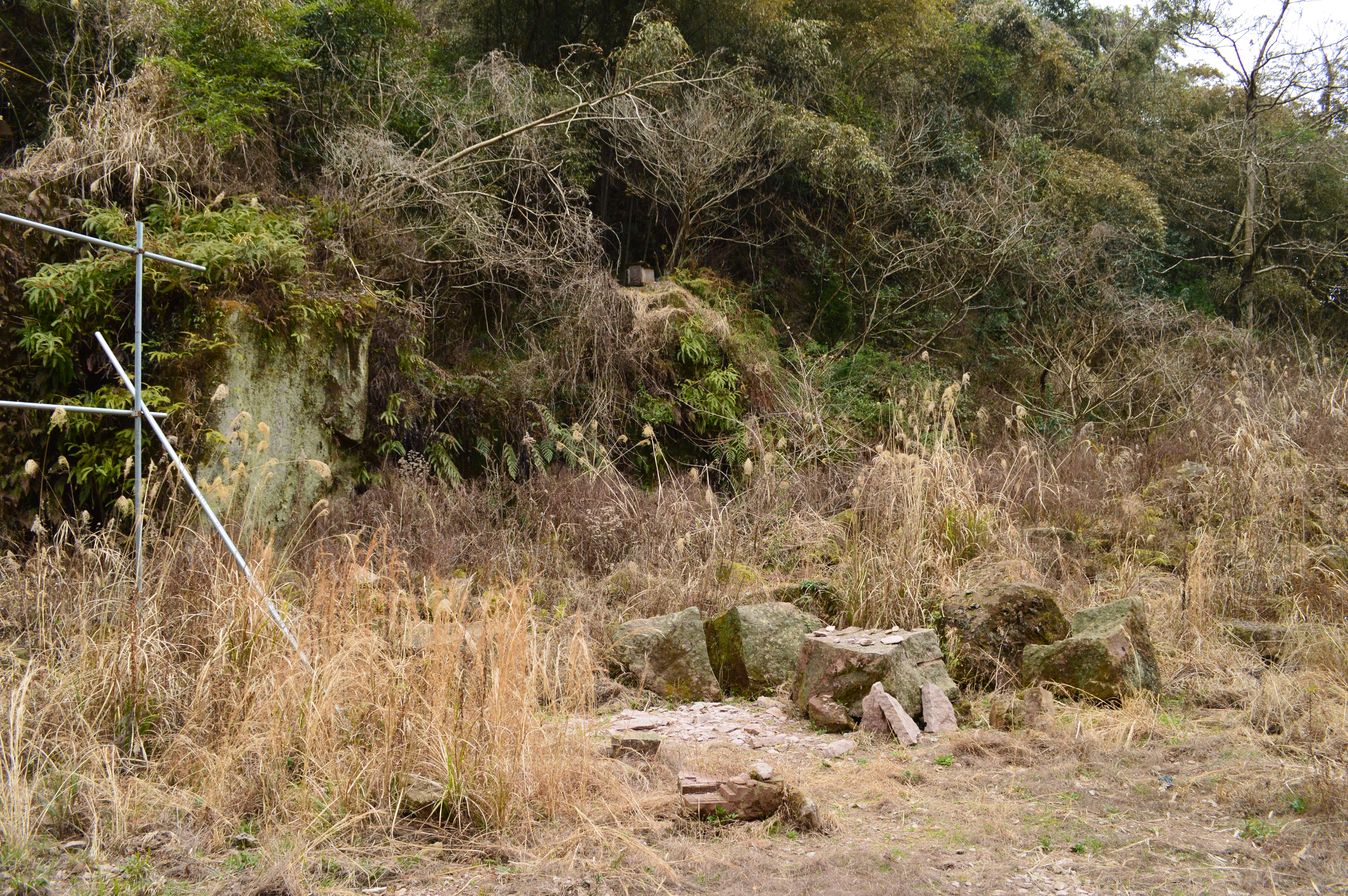
馬門石石切場跡

宇土半島の中央部に東西に延びる山塊があり、その北側の網津川流域の谷間で東西1.1km、南北1.5kmの範囲が馬門石石切場跡である。その中に3か所の石切遺構が確認されており、それぞれ「馬門石切丁場跡」「野添石切丁場跡」「清辻石切丁場跡」とよばれる。いずれも馬門石の石切場であるが、そのうち最も北側の海寄りで規模が大きいのが馬門石切丁場跡で、阿蘇ピンク石が最も広く分布している。前述したように古墳時代では阿蘇ピンク石は近畿のみで使用されたことから、馬門石切丁場跡はヤマト王権の特別な石切丁場で、その他の石切丁場から産出したものが周辺で使用されたと考えられる。馬門石切丁場跡の中央にはドイヤマと呼ばれる小丘陵があり、頂部には赤石神社がある。現在確認される石切遺構は江戸時代以降の矢穴技法によるものであるが、古墳時代では巨大な転石を用いていたと考えられる。
2002年からの発掘調査により、ピット群などから加工時に生じたと思われる石屑と一緒に5世紀中頃から7世紀前半の土師器や須恵器の破片が出土した。その他、中世の青磁や白磁、近世の陶磁器類が出土しており、馬門石が使用された時期が明らかになった。古墳時代の土器と共伴する石屑は原石を加工（剥離）する際に生じるものと考えられており、石切丁場で石棺の粗取りや粗整形が行われたとも考えられている。

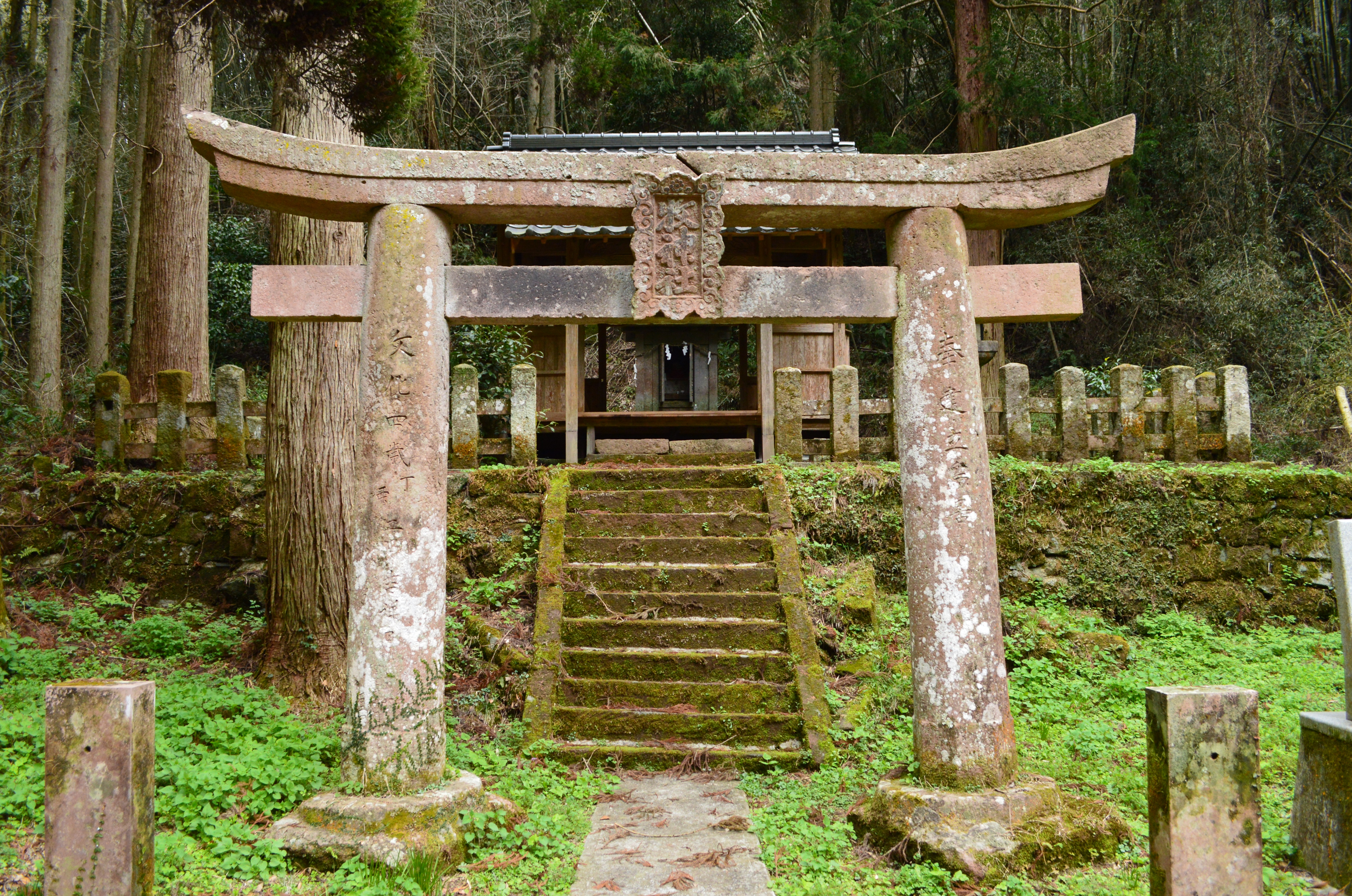
石切場跡付近の牧神社（馬門石製鳥居）

## 阿蘇ピンク石の石棺
近畿における凝灰岩製家形石棺の研究は和田晴吾によってはじめられた。1976年には和田は一部の石棺に阿蘇石が用いられていることを指摘するが、ピンク色の凝灰岩は二上山産と考え、二上山ピンク凝灰岩と呼んだ。一方で1985年に高木恭二は宇土市のヤンボシ塚古墳に馬門石が用いられている事を発見した。この発見以前では馬門石の利用は近世からと考えられていた。1990年に高木恭二と渡辺一徳が岡山県築山古墳の石棺を分析し、従来は二上山ピンク凝灰岩と呼ばれていた石が馬門石（この発見により阿蘇ピンク石と呼ばれるようになる）であることを突き止める。その後、1994年に甲山古墳と丸山古墳、1999年に今城塚古墳、2000年に植山古墳で阿蘇ピンク石の石棺が確認された。現在確認されている阿蘇ピンク石製の石棺は13基である。
馬門石の石棺は、同じく石棺に用いられる二上山白石や竜山石にくらべ先行していたという説もあったが、共伴する出土物により3種の石材はほぼ同時期に用いられていたと考えられる。
一方で3種の石材で作られた石棺は形態や変遷に独自性が見られることから別の系統であったとされ、やがて互いに影響を及ぼしあい統合していくと考えられる。馬門石の石棺は蓋の突起の大きさや形状から、九州地域に源流があると考えられる。高木は宇土市の鴨籠古墳の石棺が岡山の造山古墳の石棺（共に馬門石製）の祖型であるとし、この二つの棺を結びつけるのが火（肥）君と吉備氏であったとする。
一方で板楠和子は額田部氏が古墳時代を通じて大和川の河川交通を掌握していたとし、その上で宇土半島から瀬戸内を経由し難波津に至るまでのルート上に額田部が分布していることから阿蘇ピンク石石棺の輸送に関わっていた可能性を指摘した。さらに6世紀中頃に途絶える阿蘇ピンク石石棺が、6世紀末の植山古墳で復活する事について、額田部連と推古天皇の関係性によって、竹田皇子の為に特別に調達されたとしている。なお『正倉院丹裹文書』の記述から宇土郡は額田部君の所領であることが確認できる。
高木は植山古墳の墳丘や石室内から阿蘇ピンク石の石片が見つかる事や、初期の石棺の蓋と身の被せが九州で見られない印籠加工になっていることから、荒仕上を宇土で行って近畿に輸送されたのちに墳丘周辺あるいは石室内で仕上げたとしている。
| 出土地               | 所在地         | 推定製作年            | 石棺形状 | 部位と色（蓋/身） | 部位と色（蓋/身） | その他 |
| -------------------- | -------------- | --------------------- | -------- | ----------------- | ----------------- | --- |
| 造山古墳             | 岡山県岡山市   | 5世紀第4四半期        | 舟形石棺 | 灰色              | 灰色              | 2基のうち前方部から出土したもの。ただし新庄上車塚出土とする説もある。蓋には直弧文とされる線刻がある。       |
| 長持山古墳           | 大阪府藤井寺市 | 5世紀第4四半期        | 舟形石棺 | 灰色              | ピンク            | 2基のうち2号棺。                                                                                            |
| 峯ヶ塚古墳           | 大阪府羽曳野市 |                       | 舟形石棺 | 灰色              | ピンク            | いずれも石棺片で、2基の石棺とする説もある。被葬者は仁賢天皇か？                                             |
| 別所鑵子塚古墳       | 奈良県天理市   |                       | 舟形石棺 | 不明              | 不明              | 2基のうち後円部の第一主体。戦前の調査でピンク色の石棺が確認されており、阿蘇ピンク石の可能性が高いとされる。 |
| 兜塚古墳             | 奈良県桜井市   | 5世紀第4四半期        | 舟形石棺 | ピンク            | ピンク            | |
| 不明（慶雲寺石棺）   | 奈良県桜井市   |                       | 舟形石棺 | 現存せず          | ピンク            | 刳り抜き式石棺の身が石棺仏として利用される。                                                                |
| 不明（みろく谷石棺） | 奈良県桜井市   | 5世紀第4四半期        | 舟形石棺 | ピンク            | 現存せず          | |
| 築山古墳             | 岡山県瀬戸内市 | 5世紀第4四半期        | 舟形石棺 | ピンク            | ピンク            | |
| 野神古墳             | 奈良県奈良市   | 5世紀第4四半期        | 舟形石棺 | ピンク            | ピンク            | |
| 丸山古墳             | 滋賀県野洲市   | 6世紀第2四半期        | 家形石棺 | ピンク            | ピンク            | 2基のうちの一つ。被葬者は近江毛野か？                                                                       |
| 甲山古墳             | 滋賀県野洲市   | 6世紀第2四半期        | 家形石棺 | ピンク            | ピンク            | |
| 今城塚古墳           | 大阪府高槻市   |                       | 家形石棺 | ピンク            | ピンク            | 石棺片で印籠加工と赤色顔料が確認できる。3基のうち一つ。被葬者は継体天皇か？                                 |
| 東乗鞍古墳           | 奈良県天理市   | 6世紀第1四半期        | 家形石棺 | ピンク            | ピンク            | 2基のうちのひとつ。被葬者は物部氏か穂積氏か？                                                               |
| 植山古墳             | 奈良県橿原市   | 6世紀第3から第4四半期 | 家形石棺 | ピンク            | ピンク            | 東石室出土のもの。西石室に石棺は無いが、阿蘇ピンク石片が検出されている。 被葬者は竹田皇子か？               |

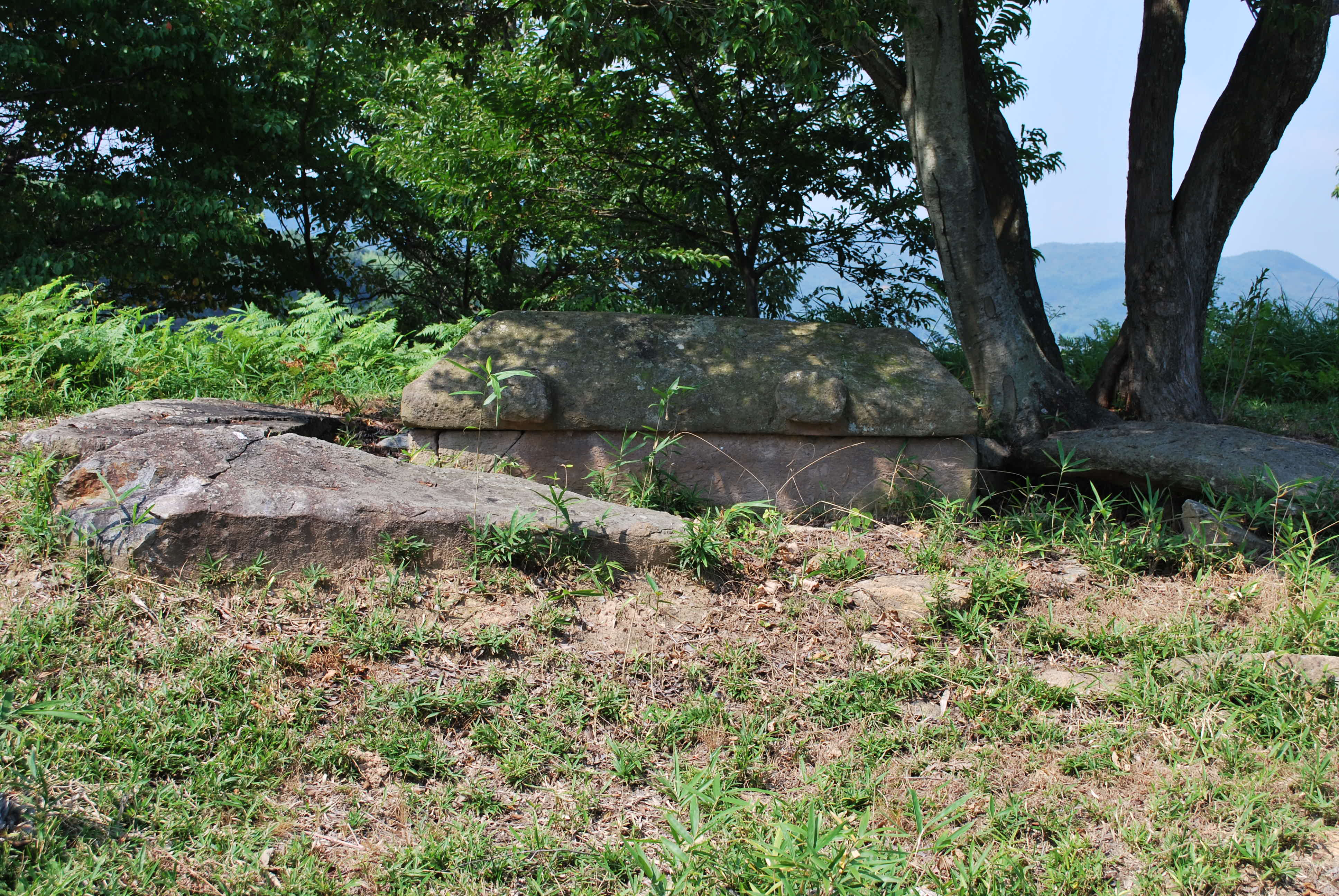
築山古墳の石棺
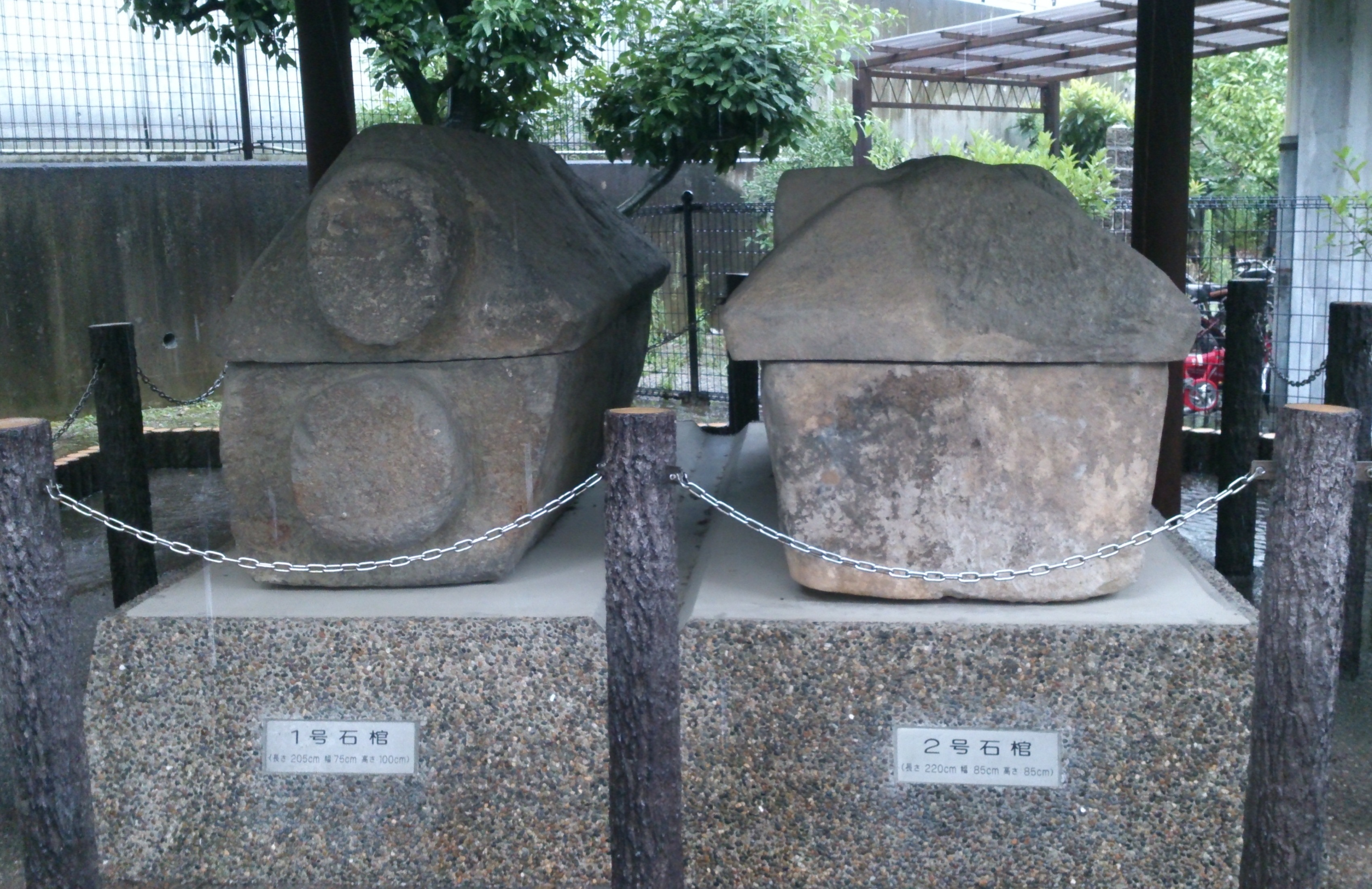
長持山古墳の石棺（右側が2号棺）
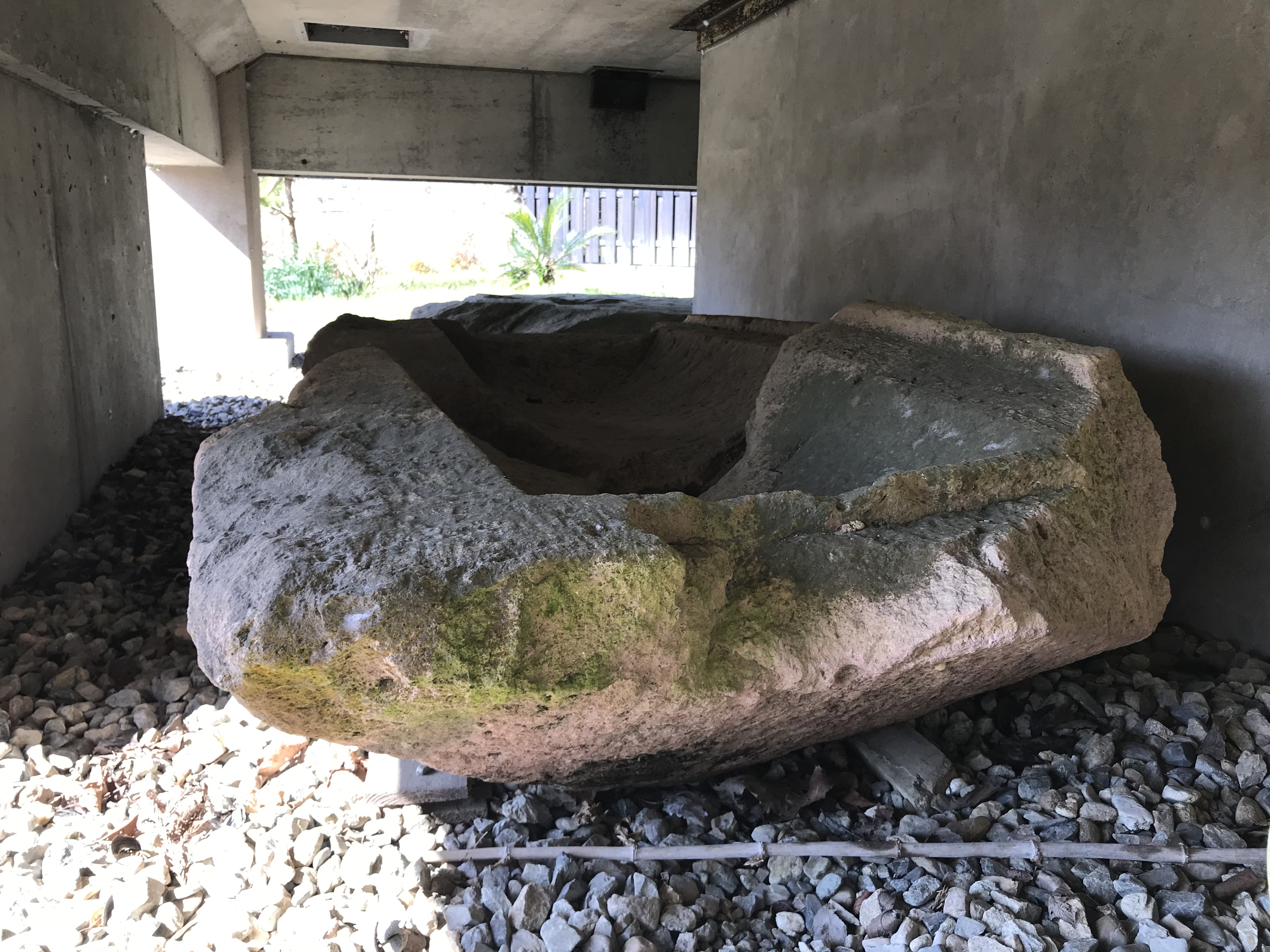
みろく谷石棺
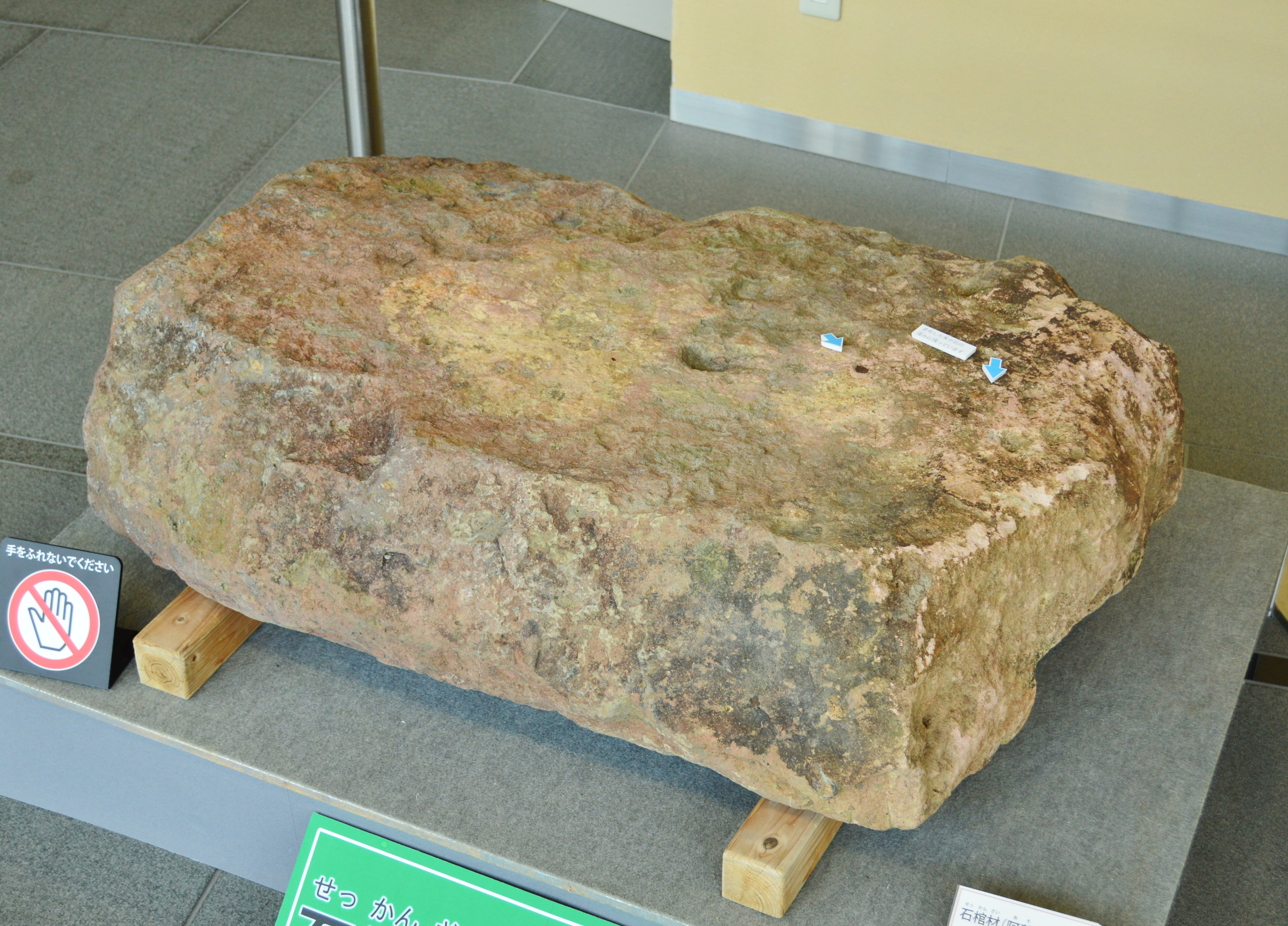
今城塚古墳の石棺片（推定）
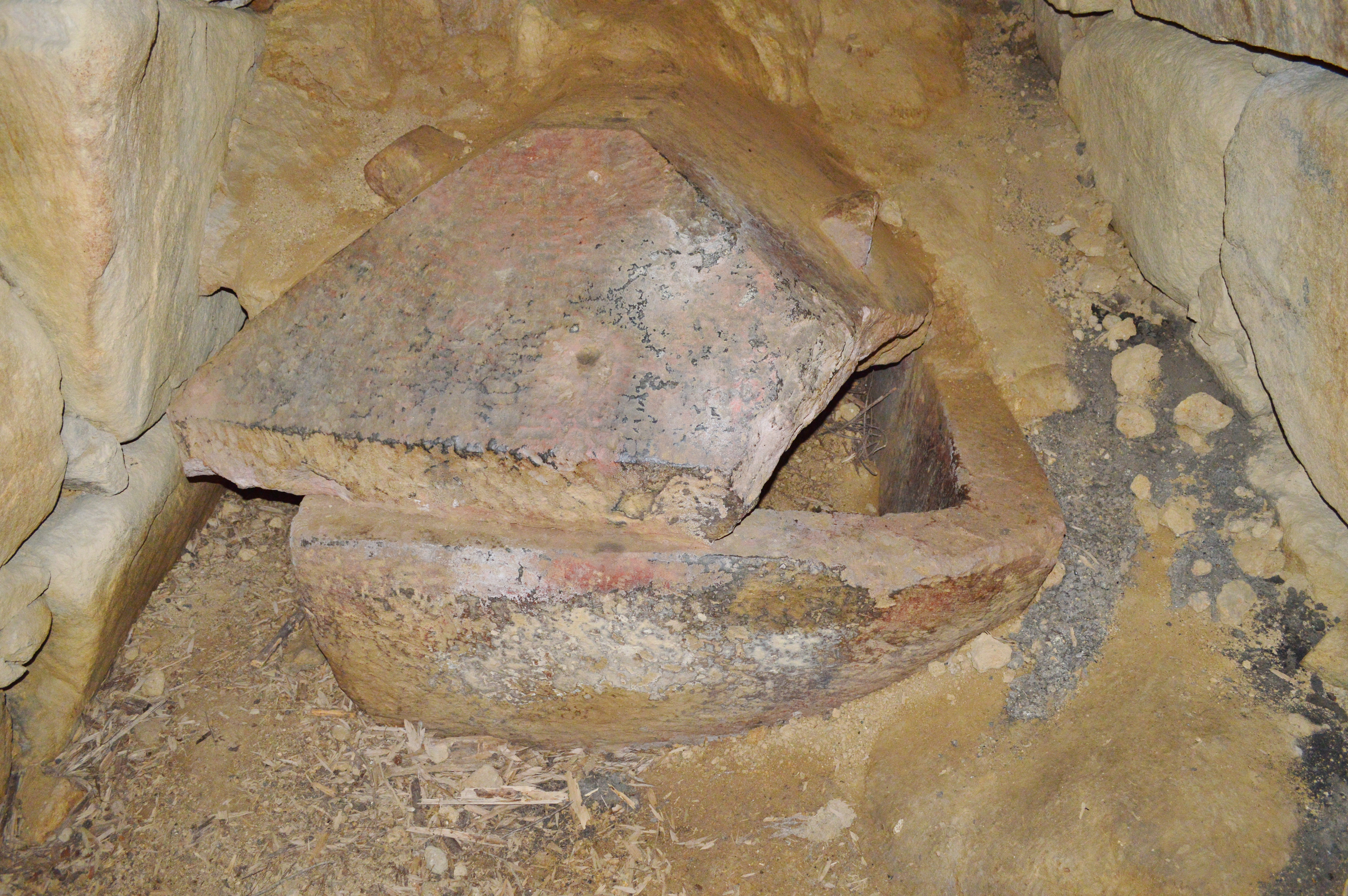
東乗鞍古墳の石棺
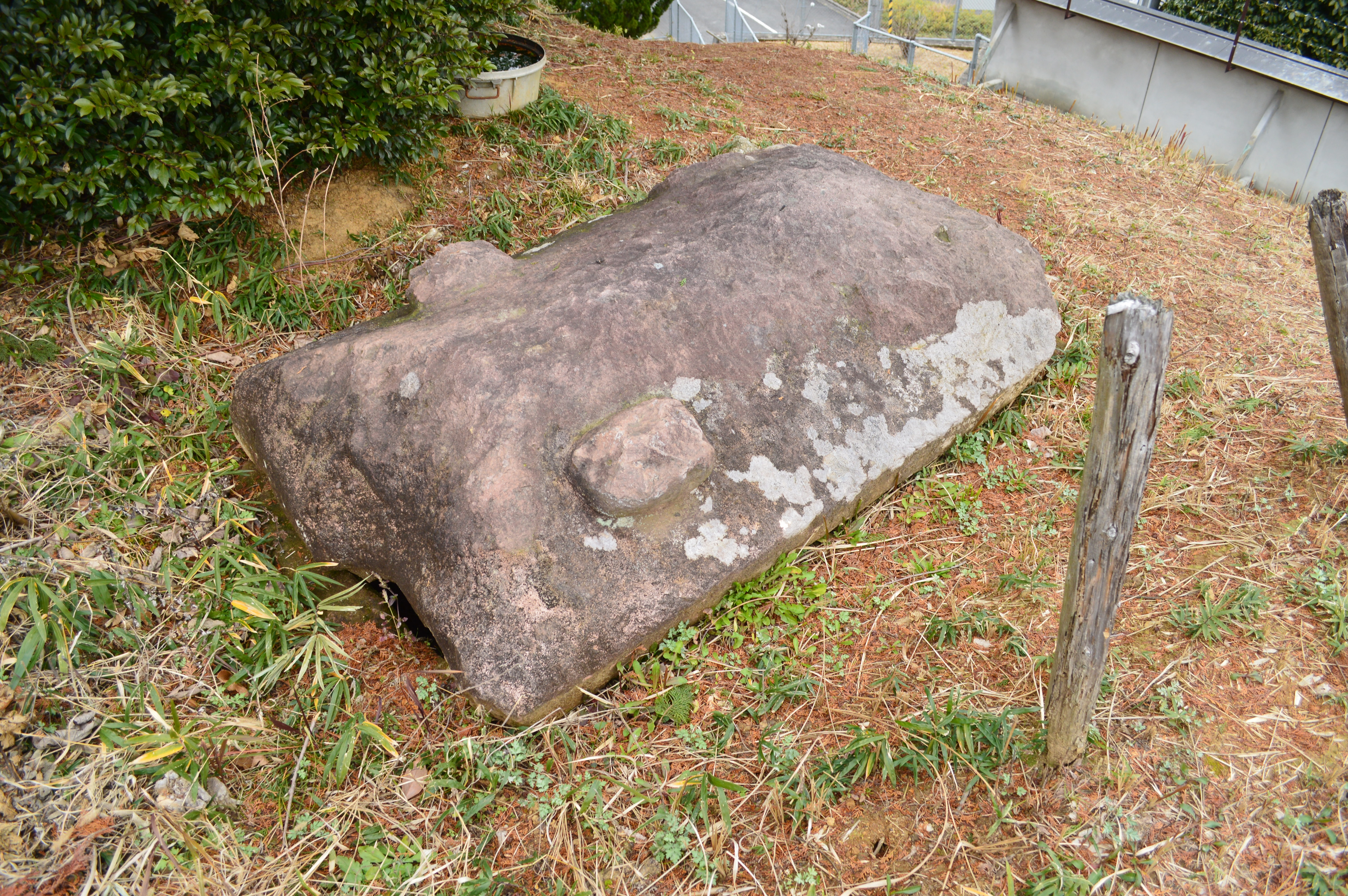
兜塚古墳の石棺
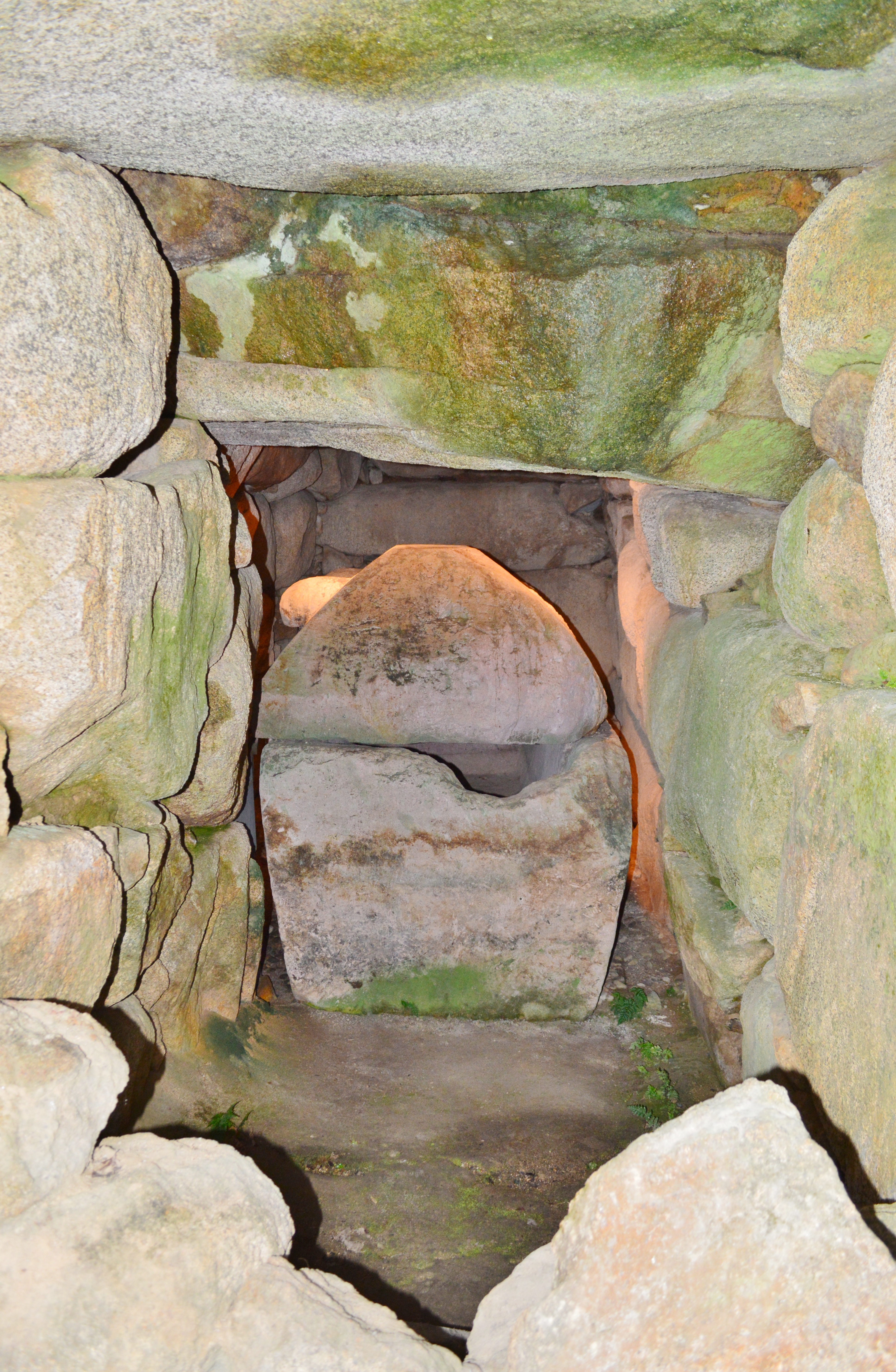
円山古墳の石棺
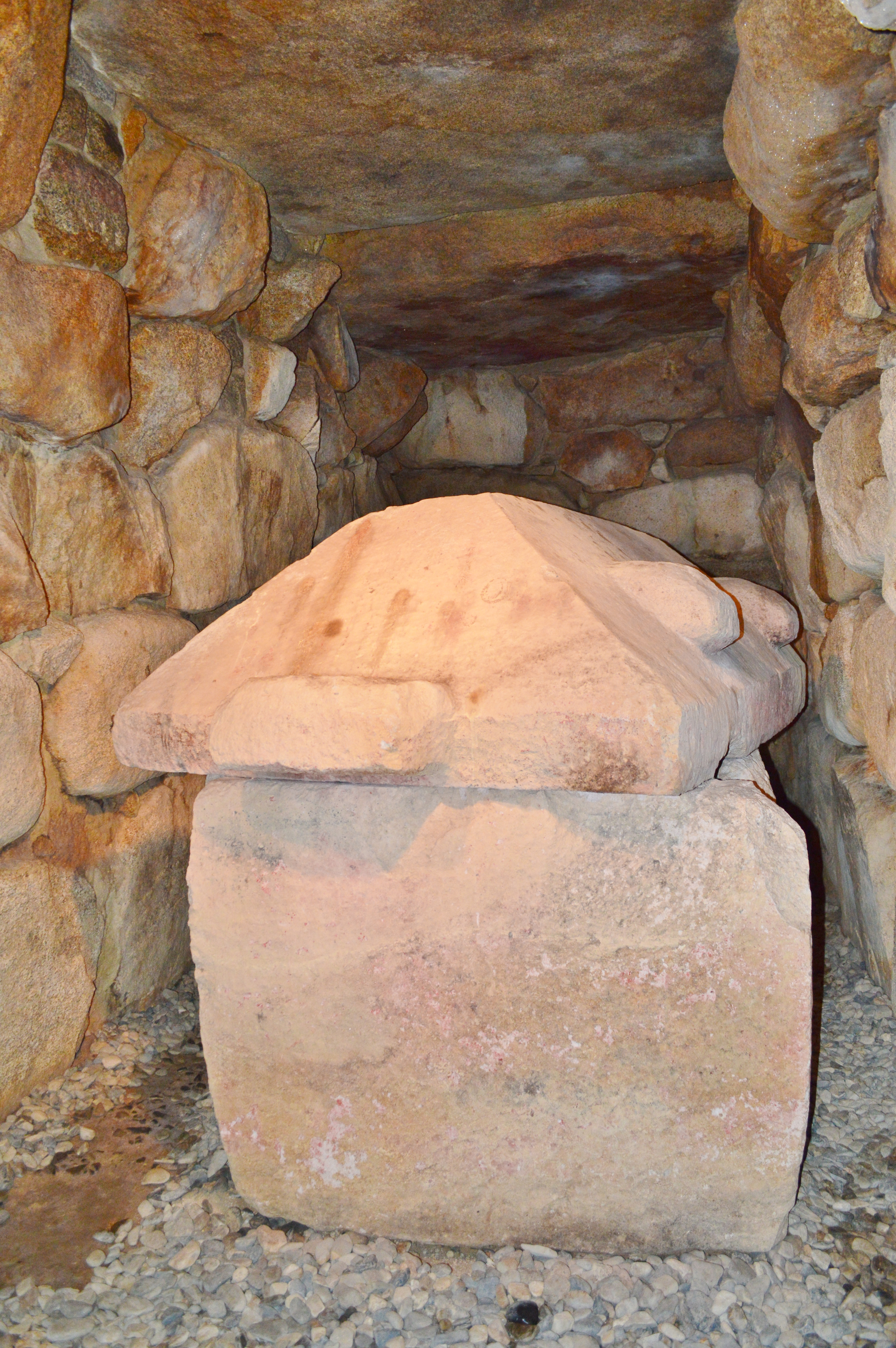
甲山古墳の古墳

## 大王のひつぎ実験航海

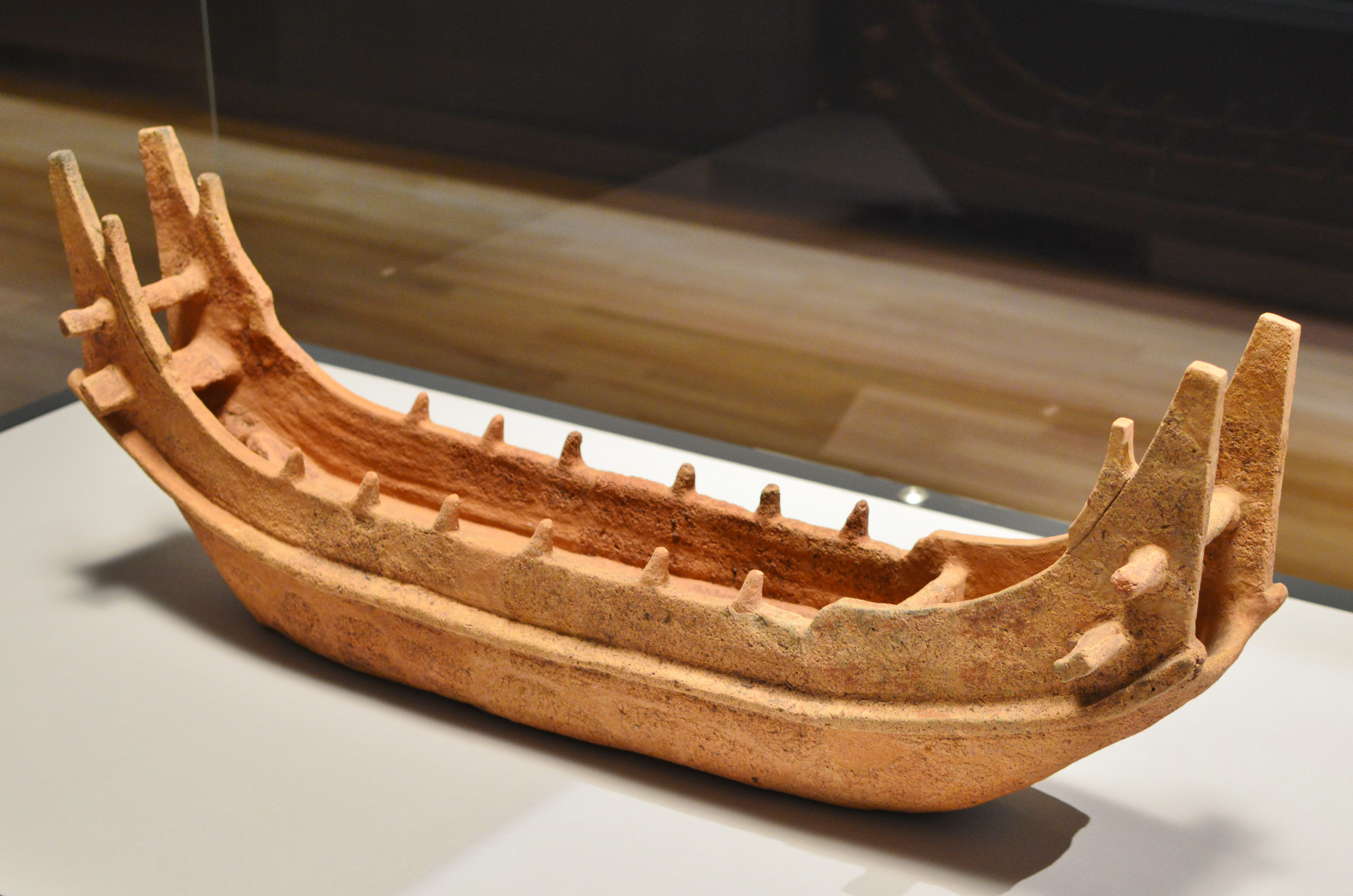
西都原古墳群出土 舟形埴輪（東京国立博物館）

石棺文化研究会が中心となって阿蘇ピンク石製の復元製作と運搬実験が行われた。設立準備会を経て2004年4月に考古学、海事史、古代史の研究者で組織する「大王のひつぎ実験航海実行委員会」が発足する。復元したのは石棺、修羅、石棺を載せる台船、台船を曳く古代船である。
石棺は今城塚古墳の石棺をモデルとしたが、石片であるために円山古墳と甲山古墳の石棺も参考に復元製作された。2004年3月から石材の選定が行われたが、必要とされる大きさから阿蘇ピンク石の選定に困難があり、約3か月を要して石材を切り出した。切り出された原石は身が20ｔ、蓋が15tであったが、約2か月をかけて荒仕上まで行い、2004年7月24日に修羅による曳き出し実験が行われた。
陸上運搬で石棺を載せる修羅は大阪府藤井寺市の三ツ塚古墳で出土したものをモデルに復元された。材料となった木は熊本県宇城市で発見された樹齢250年アラカシを伐採して使用し、最終的な大きさは全長6.24m、最大幅1.51mであった。
石棺の積載船について、当初は双胴船としてその間に石棺を水中に吊り下げるという方法が計画されたが、安定性に問題があるとされ不採用となった。次にイカダ案が検討され、石棺を積載しての浮上実験も行われたがイカダが石棺の重量によりかなり沈み、それにともなう抵抗により曳航することが困難と結論づけられた。最終的に身と蓋のそれぞれの台船（丸木船）を作成し、輸送する方法が取られた。
曳航する古代船は宮崎県西都原古墳群170号墳出土の船形埴輪をモデルとし、松木哲の監修により復元が行われた。アメリカ松の原木2本を使用する準構造船で全長11.9m、幅2.1m、推定重量6tとなった。名称は「海王」とされ、定員は30名、漕ぎ手は両舷で18名である。
2005年7月24日に宇土市から搬送航海を開始。航路は有明海から玄界灘、関門海峡を経由して瀬戸内を進み、8月26日に大阪南港に到着。総航行距離は1006kmであった。航海実験により石棺の輸送は沿岸のサポートが不可欠であったことが実証され、航路はヤマト王権の支配領域を示し、石棺輸送が王権を誇示するパフォーマンスであった可能性が示された。
実験航海が終わった後の8月28日には、高槻市で修羅曳きイベント「1000人で運ぶ大王の石棺」が行われた。
一連の輸送実験が終わったのち石棺の仕上げが行われ、最終的に復元された棺は、蓋は全長240cm、幅124cm、高65cm、重量2.9t。身は全長240cm、幅125cm、高さ89cm、重量3.8tとなった。使用された修羅は近つ飛鳥博物館で保存展示されている。